# Stenodynerus rufipes
Stenodynerus rufipes är en stekelart som beskrevs av Gusenleitner 2000. Stenodynerus rufipes ingår i släktet smalgetingar, och familjen Eumenidae. Inga underarter finns listade i Catalogue of Life.